# Calamaria
Calamaria is een geslacht van slangen uit de familie toornslangachtigen (Colubridae) en de onderfamilie Calamariinae.

## Naam en indeling
De wetenschappelijke naam van de groep werd voor het eerst voorgesteld door Heinrich Boie in 1827. Het is binnen de onderfamilie Calamariinae het grootste geslacht.
Er zijn 63 soorten inclusief de pas in 2019 beschreven soort Calamaria dominici.

## Verspreiding en habitat
De verschillende soorten komen voor in delen van Azië en leven in de landen Cambodja, China, Filipijnen, India, Indonesië, Japan, Laos, Maleisië, Myanmar, Singapore, Taiwan, Thailand en Vietnam.
De habitat bestaat uit vochtige tropische en subtropische bossen, zowel in laaglanden als in bergstreken. Ook in door de mens aangepaste streken zoals plantages en landelijke tuinen kan de slang worden aangetroffen.

## Beschermingsstatus
Door de internationale natuurbeschermingsorganisatie IUCN is aan 54 soorten een beschermingsstatus toegewezen. Aan 25 soorten is de status 'veilig' toegewezen (Least Concern of LC), 25 soorten worden beschouwd als 'onzeker' (Data Deficient of DD) en twee soorten worden gezien als 'bedreigd' (Endangered of EN).
De soorten Calamaria ingeri en Calamaria prakkei ten slotte staan te boek als 'ernstig bedreigd' (Critically Endangered of CR).
Beide soorten worden bedreigd door het kappen van bossen voor toeristische doeleinden of particuliere woningbouw.

## Soorten
Het geslacht omvat de volgende soorten, met de auteur en het verspreidingsgebied.
| Naam                      | Auteur                                       | Verspreidingsgebied                                                               |
| ------------------------- | -------------------------------------------- | --------------------------------------------------------------------------------- |
| Calamaria abramovi        | Orlov, 2009                                  | Vietnam                                                                           |
| Calamaria abstrusa        | Inger & Marx, 1965                           | Indonesië                                                                         |
| Calamaria acutirostris    | Boulenger, 1896                              | Indonesië                                                                         |
| Calamaria albiventer      | Gray, 1835                                   | Indonesië, Maleisië, mogelijk in Singapore                                        |
| Calamaria alidae          | Boulenger, 1920                              | Indonesië                                                                         |
| Calamaria andersoni       | Yang & Zheng, 2018                           | China                                                                             |
| Calamaria apraeocularis   | Smith, 1927                                  | Indonesië                                                                         |
| Calamaria banggaiensis    | Koch, Arida, Mcguire, Iskandar & Böhme, 2009 | Indonesië                                                                         |
| Calamaria battersbyi      | Inger & Marx, 1965                           | Indonesië                                                                         |
| Calamaria bicolor         | Duméril, Bibron & Duméril, 1854              | Indonesië, Maleisië                                                               |
| Calamaria bitorques       | Peters, 1872                                 | Filipijnen                                                                        |
| Calamaria boesemani       | Inger & Marx, 1965                           | Indonesië                                                                         |
| Calamaria borneensis      | Bleeker, 1860                                | Indonesië, Maleisië                                                               |
| Calamaria brongersmai     | Inger & Marx, 1965                           | Indonesië                                                                         |
| Calamaria buchi           | Marx & Inger, 1955                           | Vietnam                                                                           |
| Calamaria butonensis      | Howard & Gillespie, 2007                     | Indonesië                                                                         |
| Calamaria ceramensis      | De Rooij, 1913                               | Indonesië                                                                         |
| Calamaria concolor        | Orlov, Truong, Tao, Ananjeva & Cuc, 2010     | Vietnam                                                                           |
| Calamaria crassa          | Lidth De Jeude, 1922                         | Indonesië                                                                         |
| Calamaria curta           | Boulenger, 1896                              | Indonesië                                                                         |
| Calamaria doederleini     | Gough, 1902                                  | Indonesië                                                                         |
| Calamaria dominici        | Ziegler, Tran & Nguyen, 2019                 | Vietnam                                                                           |
| Calamaria eiselti         | Inger & Marx, 1965                           | Indonesië                                                                         |
| Calamaria everetti        | Boulenger, 1893                              | Filipijnen, Indonesië, Maleisië                                                   |
| Calamaria forcarti        | Inger & Marx, 1965                           | Indonesië                                                                         |
| Calamaria gervaisii       | Duméril, Bibron & Duméril, 1854              | Filipijnen, Maleisië                                                              |
| Calamaria gialaiensis     | Ziegler, Sang & Truong, 2009                 | Vietnam                                                                           |
| Calamaria grabowskyi      | Fischer, 1885                                | Maleisië                                                                          |
| Calamaria gracillima      | Günther, 1872                                | Maleisië                                                                          |
| Calamaria griswoldi       | Loveridge, 1938                              | Maleisië                                                                          |
| Calamaria hilleniusi      | Inger & Marx, 1965                           | Indonesië, Maleisië                                                               |
| Calamaria ingeri          | Grismer, Kaiser & Yaakob, 2004               | Maleisië                                                                          |
| Calamaria javanica        | Boulenger, 1891                              | Indonesië                                                                         |
| Calamaria joloensis       | Taylor, 1922                                 | Filipijnen                                                                        |
| Calamaria lateralis       | Mocquard, 1890                               | Indonesië, Maleisië                                                               |
| Calamaria lautensis       | De Rooij, 1917                               | Indonesië                                                                         |
| Calamaria leucogaster     | Bleeker, 1860                                | Indonesië, Maleisië                                                               |
| Calamaria linnaei         | Boie, 1827                                   | Indonesië                                                                         |
| Calamaria longirostris    | Howard & Gillespie, 2007                     | Indonesië                                                                         |
| Calamaria lovii           | Boulenger, 1887                              | Indonesië, Maleisië                                                               |
| Calamaria lumbricoidea    | H. Boie in F. Boie, 1827                     | Filipijnen, Indonesië, Maleisië, Singapore, Thailand                              |
| Calamaria lumholtzi       | Andersson, 1923                              | Indonesië                                                                         |
| Calamaria margaritophora  | Bleeker, 1860                                | Indonesië                                                                         |
| Calamaria mecheli         | Schenkel, 1901                               | Indonesië                                                                         |
| Calamaria melanota        | Jan, 1862                                    | Indonesië, Maleisië                                                               |
| Calamaria modesta         | Duméril, Bibron & Duméril, 1854              | Indonesië, Maleisië                                                               |
| Calamaria muelleri        | Boulenger, 1896                              | Indonesië                                                                         |
| Calamaria nuchalis        | Boulenger, 1896                              | Indonesië                                                                         |
| Calamaria palavanensis    | Inger & Marx, 1965                           | Filipijnen                                                                        |
| Calamaria pavimentata     | Duméril, Bibron & Duméril, 1854              | India, Maleisië, Thailand, Laos, Vietnam, Cambodja, Myanmar, China, Taiwan, Japan |
| Calamaria pfefferi        | Stejneger, 1901                              | Japan                                                                             |
| Calamaria prakkei         | Lidth De Jeude, 1893                         | Maleisië, Singapore                                                               |
| Calamaria rebentischi     | Bleeker, 1860                                | Indonesië                                                                         |
| Calamaria sangi           | Truong, Koch & Ziegler, 2009                 | Vietnam                                                                           |
| Calamaria schlegeli       | Duméril, Bibron & Duméril, 1854              | Indonesië, Maleisië, Singapore, Thailand                                          |
| Calamaria schmidti        | Marx & Inger, 1955                           | Maleisië                                                                          |
| Calamaria septentrionalis | Boulenger, 1890                              | China, Vietnam                                                                    |
| Calamaria suluensis       | Taylor, 1922 Indonesië, Maleisië, Filipijnen |                                                                                   |
| Calamaria sumatrana       | Edeling, 1870                                | Indonesië                                                                         |
| Calamaria thanhi          | Ziegler & Quyet, 2005                        | Vietnam                                                                           |
| Calamaria ulmeri          | Sackett, 1940                                | Indonesië                                                                         |
| Calamaria virgulata       | H. Boie in F. Boie, 1827                     | Indonesië, Maleisië, Filipijnen                                                   |
| Calamaria yunnanensis     | Chernov, 1962                                | China, Laos                                                                       |